# Сенат Свинхувуда

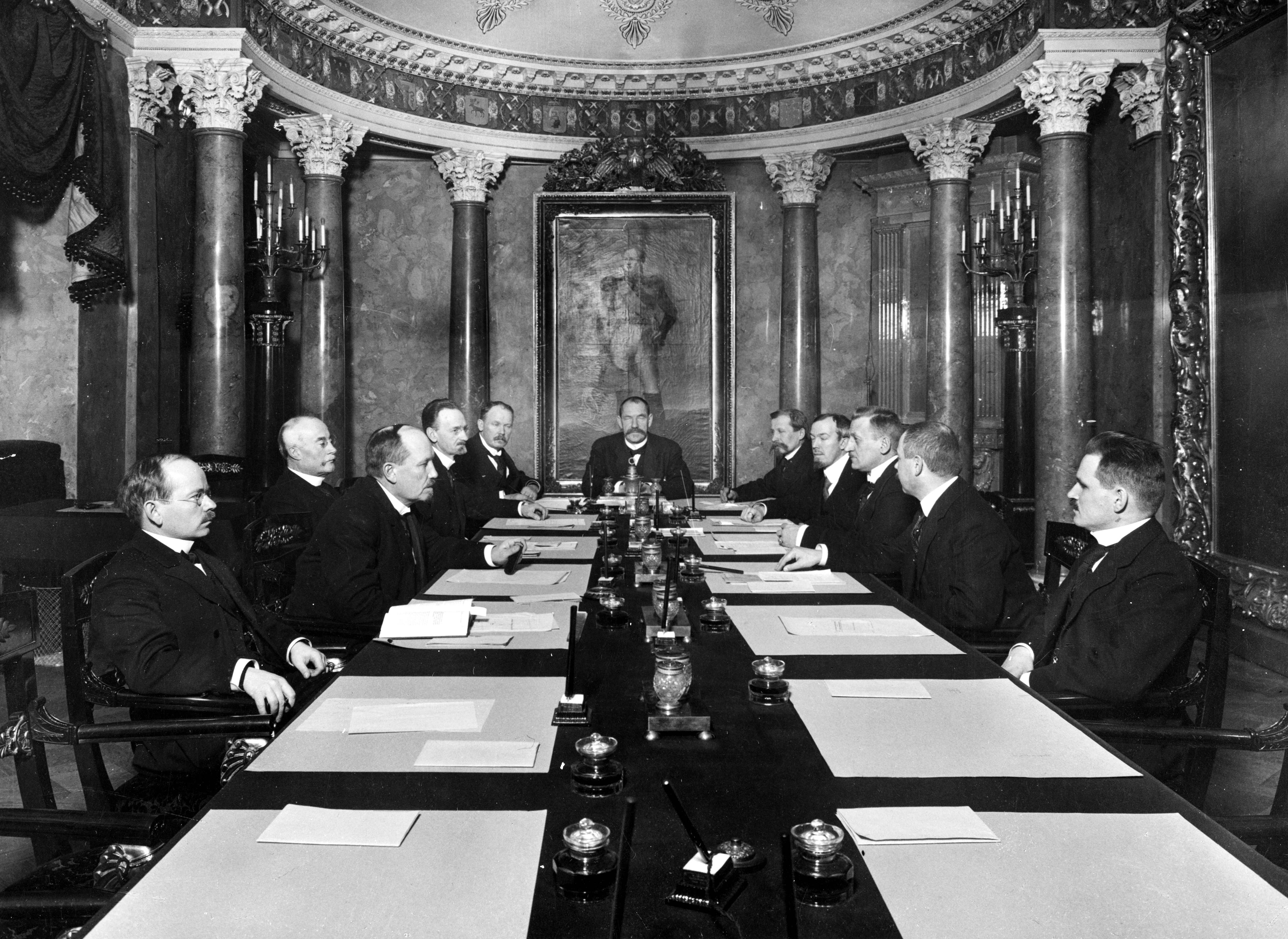
Заседание Сената Финляндии под председетальством Пера Эвинда Синхувуда

Сенат Свинхувуда — первое правительство Финляндской Республики под руководством Пера Эвинда Свинхувуда (фин. Svinhufvudin Senaatti), которое также называли Первым правительством Свинхувуда (фин. Svinhufvudin hallitus I), официальное название которого «Сенат Финляндии».
Правительство Свинхувуда функционировало с 27 ноября 1917 по 27 мая 1918 года.
Во время гражданской войны в Финляндии Сенат Свинхувуда (не в полном составе) действовал в г. Вааса с 29 января по 3 мая 1918 года, из-за чего используется термин «Ваасовский сенат». Уже в ходе красного восстания, 28 января, Сенат распространил воззвание к финскому народу.

## Декларация независимости Финляндии
4 декабря 1917 года Сенат Свинхувуда принял Декларацию независимости Финляндии — исторический документ, в котором было объявлено о полной политической независимости Финляндии. Эдускунта одобрила предложение правительства 6 декабря 1917 года (100 депутатов голосовало «за», 88 — «против»). С этой даты отмечается День независимости Финляндии.

## Персональный состав
| Сенаторы                                                             | Задачи                 | Партии              |
| -------------------------------------------------------------------- | ---------------------- | ------------------- |
| Председатель сената Пер Эдвинд Свинхувуд V                           | 27.11.1917 — 27.5.1918 | Младофинская партия |
| Руководитель правового отдела Онни Талас                             | 27.11.1917 — 27.5.1918 | Младофинская партия |
| Руководитель отдела внутренних дел Артур Кастрен                     | 27.11.1917 — 27.5.1918 | Младофинская партия |
| Помощник руководителя отдела внутренних дел Александр Фрей V         | 27.11.1917 — 27.5.1918 | Шведская партия     |
| Казначей Юхани Араярви V                                             | 27.11.1917 — 27.5.1918 | Финская партия      |
| Церковь и образование Эмиль Нестор Сетяля                            | 27.11.1917 — 27.5.1918 | Младофинская партия |
| Руководитель отдела по сельскому хозяйству Кюёсти Каллио             | 27.11.1917 — 27.5.1918 | Земельный союз      |
| Помощник по сельскому хозяйству Эуро Урьё Пехконен V                 | 27.11.1917 — 27.5.1918 | Земельный союз      |
| Руководитель отдела транспорта Ялмар Кастрен V                       | 27.11.1917 — 27.5.1918 | Младофинская партия |
| Руководитель отдела торговли и промышленности Хейки Габриэл Ренвал V | 27.11.1917 — 27.5.1918 | Младофинская партия |
| Руководитель социального отдела Оскар Вилхо Лоухивуори               | 27.11.1917 — 27.5.1918 | Финская партия      |

- Знаком V отмечены сенаторы, работавшие в Вааса.

## Партийный состав
| Партия              | 27.11.1917 | 27.5.1918 |
| ------------------- | ---------- | --------- |
| Младофинская партия | 6          | 6         |
| Земельный союз      | 2          | 2         |
| Финская партия      | 2          | 2         |
| Шведская партия     | 1          | 1         |